# 久御山町
久御山町（くみやまちょう）は、京都府の南部に位置し、久世郡に属する町。
1972年（昭和47年）度より連続して普通交付税不交付団体であり続けており、2024年（令和6年）度現在で53年連続となっている。2022年（令和4年）度の財政力指数は京都府内で1位となる1.11。

## 地理
町域は、木津川の堆積作用によって作られた沖積平野で、平均の標高が低い所に位置する。
瀬戸内海式気候に属し、冬は少雪で寒さは厳しく、夏は高温多湿と、四季がはっきりしている。
「三郷山財産区」と呼ばれる飛地が宇治市と宇治田原町の隣接する地域に存在する。定住者はおらず、京都府の施設「府民スポーツ広場（通称みどりが丘）」として用いられている。1988年の京都国体では馬術の競技会場となった。

### 隣接している自治体・行政区
- 京都市（伏見区）
- 宇治市
- 城陽市
- 八幡市
- 綴喜郡宇治田原町（飛地のみで隣接）

## 地域

### 人口
2020年（令和2年）国勢調査による昼夜間人口比率は京都府内で1位となる206.6。
2015年（平成22年）の前回調査からの人口増減をみると、3.5％減の15,250人であり、増減率は府下26市町村中12位、36行政区域中21位。
| |                                          |  |
| 久御山町と全国の年齢別人口分布（2005年） | 久御山町の年齢・男女別人口分布（2005年） |  |
| ■紫色 ― 久御山町 ■緑色 ― 日本全国 | ■青色 ― 男性 ■赤色 ― 女性                |  |
| 久御山町（に相当する地域）の人口の推移 \| 1970年（昭和45年） \| 8,766人 \| \| \| 1975年（昭和50年） \| 11,540人 \| \| \| 1980年（昭和55年） \| 16,345人 \| \| \| 1985年（昭和60年） \| 19,136人 \| \| \| 1990年（平成2年） \| 18,798人 \| \| \| 1995年（平成7年） \| 18,133人 \| \| \| 2000年（平成12年） \| 17,080人 \| \| \| 2005年（平成17年） \| 16,610人 \| \| \| 2010年（平成22年） \| 15,914人 \| \| \| 2015年（平成27年） \| 15,805人 \| \| \| 2020年（令和2年） \| 15,250人 \| \| |                                          |  |
| 総務省統計局 国勢調査より |                                          |  |
| 1970年（昭和45年） | 8,766人                                  |  |
| 1975年（昭和50年） | 11,540人                                 |  |
| 1980年（昭和55年） | 16,345人                                 |  |
| 1985年（昭和60年） | 19,136人                                 |  |
| 1990年（平成2年） | 18,798人                                 |  |
| 1995年（平成7年） | 18,133人                                 |  |
| 2000年（平成12年） | 17,080人                                 |  |
| 2005年（平成17年） | 16,610人                                 |  |
| 2010年（平成22年） | 15,914人                                 |  |
| 2015年（平成27年） | 15,805人                                 |  |
| 2020年（令和2年） | 15,250人                                 |  |

### 郵便局
- 久御山郵便局
- 御牧郵便局
- 久御山佐山郵便局

### 医療
- 京都岡本記念病院
- 久御山南病院

### 公共施設
- 久御山町ふれあい交流館「ゆうホール」
  - 久御山町立図書館
- 久御山町健康センター「いきいきホール」
- 久御山町中央公民館
- 久御山町総合体育館
  - 久御山町立町民プール庭球場
- 久御山中央公園
- 久御山町木津川河川敷運動広場
- まちの駅 クロスピアくみやま

## 歴史

### 久御山町の成立
京都府は1949年に町村合併を重要課題とし、町村あたりの人口が約8,000人となるよう合併を推進した。久世郡では町村合併促進法公布以前の1951年に宇治市と久世郡城陽町が成立し、残る淀町・御牧村・佐山村においても3町村での合併を模索していた。御牧村と佐山村は淀町の商圏に含まれ、新制中学校の設置にあたっては3町村の学校組合立で淀中学校を開校するなど関係が深かった。御牧村と佐山村はそれぞれ人口約3,000人で、両村のみの合併では適正規模に満たないため淀町との合併を望んだが、淀町では3町村合併のほかに京都市への編入を望む声もあった。淀町での意見がまとまらないことから、まず御牧村と佐山村の2村で合併することにした。町名は公募され、久世郡の「久」・御牧村の「御」・佐山村の「山」を合成した「久御山」が採用された。合併協議は滞りなく進み、1954年（昭和29年）10月1日に久御山町が成立することが決まった。

### 年表
- 1954年（昭和29年）10月1日 - 久世郡御牧村と佐山村が合併して久御山町となる[10]。
- 1959年（昭和34年）8月 - 昭和34年台風第7号による集中豪雨で巨椋池の干拓田が冠水 (500ha) 。
- 2003年（平成15年）12月25日 - 宇治市と境界変更。
- 2007年（平成19年）4月 - コミュニティバス「久御山町のってこバス」の運行を開始。
- 2014年（平成26年）4月25日 - 町内の雙栗神社（さぐりじんじゃ）が国の登録有形文化財に登録される[11]。
- 2015年（平成27年）12月1日 - デマンド式の乗合タクシーである「のってこタクシー」を運行開始[12]。これに伴い、久御山町のってこバスは12月31日をもって運行終了[13]。

## 行政
- 町長：信貴康孝（2012年8月28日就任）

## 政治

### 町議会
- 久御山町議会　定数：14人[14]

### 府議会
- 選挙区：宇治市・久世郡選挙区
- 定数：5人
- 任期：2019年4月30日 - 2023年4月29日
- 投票日：2019年4月7日
- 当日有権者数：166,065人（宇治市153,174人、久御山町12,891人）[15]
- 投票率：37.68％（宇治市37.36％、久御山町41.53％）

| 候補者名   | 当落 | 年齢 | 党派名     | 新旧別 | 得票数   |
| ---------- | ---- | ---- | ---------- | ------ | -------- |
| 水谷修     | 当   | 62   | 日本共産党 | 新     | 14,106票 |
| 藤山裕紀子 | 当   | 41   | 自由民主党 | 現     | 11,773票 |
| 荻原豊久   | 当   | 53   | 自由民主党 | 新     | 11,225票 |
| 村井弘     | 当   | 61   | 公明党     | 現     | 10,947票 |
| 田中美貴子 | 当   | 59   | 国民民主党 | 現     | 10,435票 |
| 西田宗充   | 落   | 46   | 諸派       | 新     | 3,209票  |

### 衆議院
- 選挙区：京都6区（宇治市、城陽市、八幡市、京田辺市、木津川市、久世郡、綴喜郡、相楽郡）
- 任期：2021年10月31日 - 2025年10月30日
- 投票日：2021年10月31日
- 当日有権者数：460,284人
- 投票率：56.81％

| 当落 | 候補者名   | 年齢 | 所属党派     | 新旧別 | 得票数    | 重複 |
| ---- | ---------- | ---- | ------------ | ------ | --------- | ---- |
| 当   | 山井和則   | 59   | 立憲民主党   | 前     | 116,111票 | ○    |
|      | 清水鴻一郎 | 75   | 自由民主党   | 元     | 82,004票  |      |
|      | 中嶋秀樹   | 50   | 日本維新の会 | 新     | 58,487票  | ○    |

## 姉妹都市・提携都市

### 海外
姉妹都市
- ウォリック市(オーストラリア連邦クイーンズランド州)

## 経済

### 農業
町域の北東部は巨椋池干拓田という広い稲作地帯である。国道1号線より西側では近郊農業が盛んである。特に大根は「淀大根」と呼ばれる地域ブランドである。国道1号線が町内を貫通しているため、消費地に素早く出荷できる。久御山町の農業の発展にはこの道路が大きく貢献している。
近年開業したイオンモール久御山の敷地内にも久御山町で生産された野菜の直販コーナー「旬菜の里」が設けられ、徐々に知名度が上がりリピーターを確保する程に成長している。

### 工業
巨椋池干拓田の南に隣接する地域には久御山工業団地があり、機械器具、金属製品、食料品、プラスチック製品、電子回路、飲料などの製造業や運輸業が集積している。戦時中に京都飛行場が建設されたところで、戦後に飛行場跡地が工業用地に転用された経緯がある。
1966年に国道1号のバイパスが町域の中央を縦断するようになると、多様な業種にわたる事業所が多数集積し、久御山町は財政が健全化され、1972年度から普通交付税不交付団体になった。その後も京滋バイパスや第二京阪道路が開通するなど交通の要衝であること、業種が多様で特定の経済的ショックによるダメージを同時に受けないことなどが強みとなっている。
町内（および周辺域）で「横受け」と呼ばれる業務連携が定着しており、会社の枠を超えた人的交流が見られる。
2010年代以降は隣接の八幡市に位置する上奈良工業団地、上津屋工業団地、岩田工業団地が発展し、相対的に久御山工業団地に進出する企業は減少してはいるが、それでも有名企業の工場が多くあり、新しい道路網が使えるようになり、さらに工業面での期待が膨らんでいる。
一部の大きな工場では地方からの「留学生」を受け入れている。これは地方で工業を営む家の子が学校を卒業した後、現場実践を通じて事業承継に耐えうる技術を身に付けさせるために久御山町の事業所に数年間送り込むというものである。
久御山町内の工業事業所は黒煙を吐き続けるような環境を破壊するものが少なく、環境負荷は比較的小さい。
工業の力が商業に大きく勝っている関係で、工業系事業所の経済団体として久御山町工業会が長く運営されてきたが、2003年に工業会が商工会と統合した。その結果、より濃密な企業間交流が促進された。
- 久御山ものづくりネット - ウェイバックマシン（2008年1月22日アーカイブ分）

### 商業

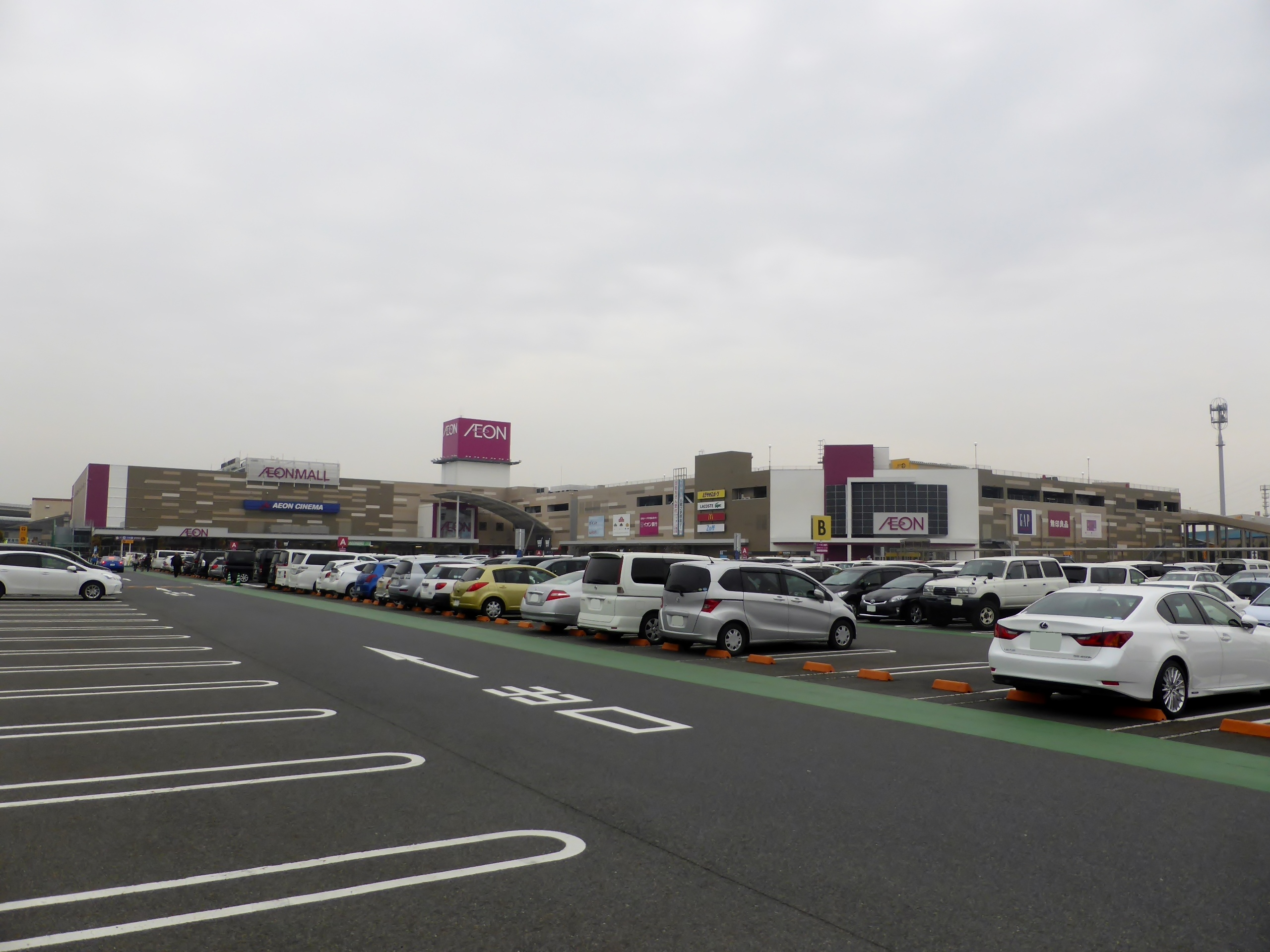
イオンモール久御山

かつては個人商店や小規模な食品スーパーと、国道1号線沿線にガソリンスタンド・中古車販売店がいくつかあるくらいで、商業面が弱く、宇治市や京都市、八幡市に多く依存していたが、イオンモール久御山（旧：ジャスコ久御山ショッピングセンター）、イオンタウン（旧：ロックタウン）久御山店などの大規模な商業施設がオープンしてからは逆に周辺市町からの来客も発生し、商業面が強化された。
しかしそれと同時に、従来から営業していた小規模な商店は壊滅的な状態に陥った。地元資本のスーパーでは、スーパーイワキが健闘している。

### 漁業
巨椋池が干拓されるまで、この地域は豊かな漁場だった。船の出入りする場所は協定されるが、一旦船を出したら獲れるだけ獲ってよいという説があるほど多種多様な淡水魚の宝庫だった。度重なる水害にかかわらず人々が去らなかったのはこの恵みによるものである。巨椋池が干拓された時点で漁業の歴史は終結し、稲作を中心とした農業に転換された。

### 久御山町に本社を置く企業
- 京都機械工具（KTC） - 工具製造業。
- コタ（COTA） - 美容室向け頭髪用化粧品、医薬部外品の製造・販売。
- 京写
- 京都プラテック
- 阪村機械製作所
- セイワ工業 - 大物部品加工メーカー、粉体機器メーカー
- ユー・エム・アイ
- カネキ
- ニューリー (企業)
- マツモト

### マスメディア
- 京都新聞久御山工場 - 新聞印刷。
- 京都放送久御山ラジオ送信所 - KBS京都ラジオの本局で、「くみやま夢タワー137」の愛称もある。

## 教育

### 専門学校
- 日産京都自動車大学校

### 高等学校
- 京都府立久御山高等学校

### 中学校
- 久御山町立久御山中学校

### 小学校
- 久御山町立御牧小学校
- 久御山町立佐山小学校
- 久御山町立東角小学校

### 認定こども園
- 久御山町立みまきこども園
- 久御山町立さやまこども園
- 久御山町立とうずみこども園

## 交通

### 鉄道

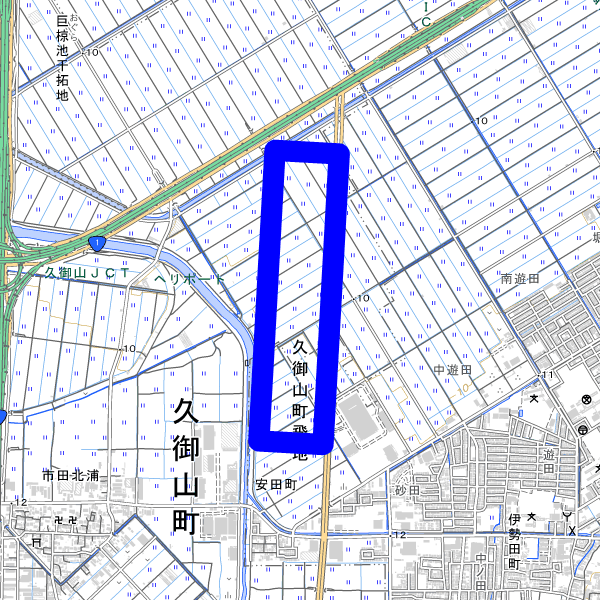
計画されている北陸新幹線の車両基地の位置

京阪電気鉄道京阪本線が、町域西端部を通過しているものの駅は設けられていない。ただし宇治川以北の地域では、徒歩圏内に淀駅がある。南東部は、近鉄京都線・大久保駅、伊勢田駅が比較的近い。
北陸新幹線の延伸計画でも、駅は設けられないが町域北部の国道24号大久保バイパス付近に車両基地が設置される。

### バス
近鉄京都線大久保駅、京阪本線淀駅・中書島駅、JR学研都市線松井山手駅から、京都京阪バスが町内へ運行されている。2015年12月31日まではコミュニティバス「久御山町のってこバス」も運行され、幹線道路以外にも乗り入れを行っていたが、利用実績に応じた見直しを行いデマンド式の乗合タクシー「のってこタクシー」へと転換された。なお、「のってこタクシー」の利用は役場にて登録を行った久御山町民に限られており、宇治市など他自治体の居住者は利用対象外となっている。

### 道路
高速道路
- 第二京阪道路

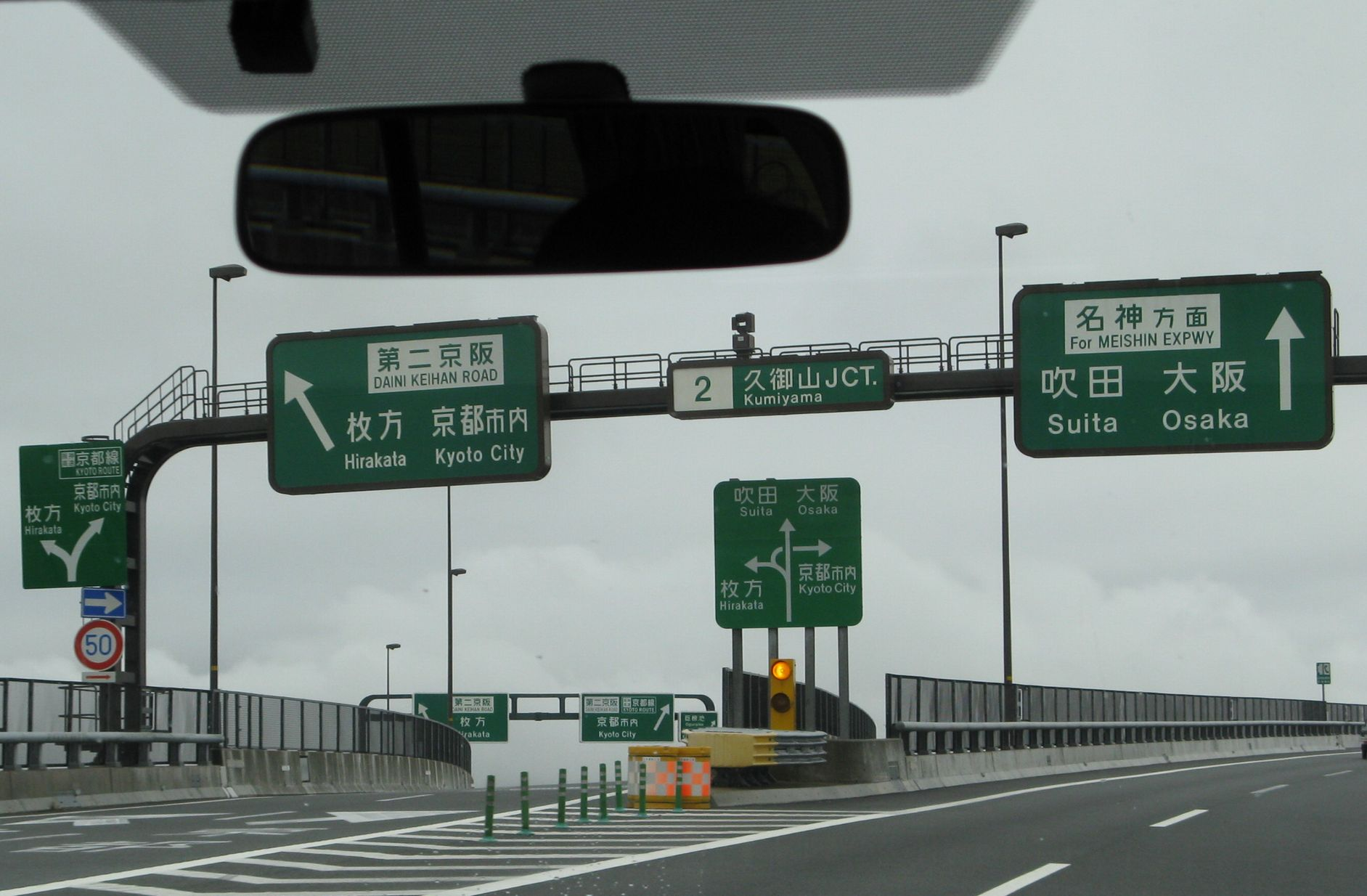
久御山JCT

  - - 久御山JCT - 久御山南IC -
- 京滋バイパス
  - - 久御山JCT - 久御山IC - 久御山淀IC（一部が久御山町にまたがる）-

一般国道
- 国道1号
- 国道24号
- 国道478号

主要地方道
- 京都府道15号宇治淀線
- 京都府道81号八幡宇治線

一般府道
- 京都府道281号八幡城陽線

## 名所・旧跡・観光スポット・祭事・催事

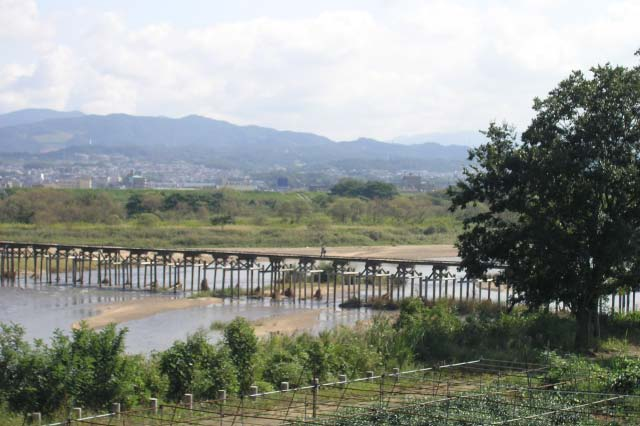
上津屋橋

- 荒見神社（式内社）： 社殿は江戸時代に再建。入口には幕末七卿の1人である東久世通禧が起毛した社標が建てられている。また、この地が題材となったと思われる、万葉集九巻に収録されている歌「巨椋の入江響むなり射目人の伏見が田井に雁渡るらし」が刻まれた歌碑も建立されている。
- 上津屋橋（通称流れ橋）：木津川に架かり、対岸の八幡市とを結ぶ木造橋。増水時に、流木で橋がせき止められ堤防が決壊しないように、橋脚を残し橋桁が流される構造で有名。時代劇の撮影も時々行われる。
- 雙栗神社
- 珠城神社
- コカ・コーラボトラーズジャパン京都工場
- KTCものづくり技術館
- まちの駅クロスピアくみやま
- くみやま夢タワー137（KBSラジオ電波塔）：全長は137メートルで、京都タワーより6メートル高く、久御山町のランドマークとして認知されている。2019年11月3日より、ライトアップを開始され、より一層存在感を増している。
- セイワ工業イルミネーション（クミナリエ）：毎年クリスマス前にセイワ工業本社工場及び第二工場にてイルミネーションが行われ、近隣住民より親しまれている。

## 著名な出身者
- 吉村康：作家
- 片岡篤史：野球解説者、元プロ野球選手（日本ハムファイターズ・阪神タイガース）
- 中立豊：お笑いコンビザ・ワールドのタレント
- 小屋松知哉：プロサッカー選手
- 野々すみ花：元宝塚歌劇団宙組トップ娘役